# جک ناگل
جک ناگل (انگلیسی: Jack Nagel؛ زادهٔ ۱ ژانویهٔ ۱۹۴۴) کارشناس سیاسی اهل ایالات متحده آمریکا است.
وی همچنین برندهٔ جوایزی همچون برنامه فولبرایت شده‌است.